# Palais Noordeinde

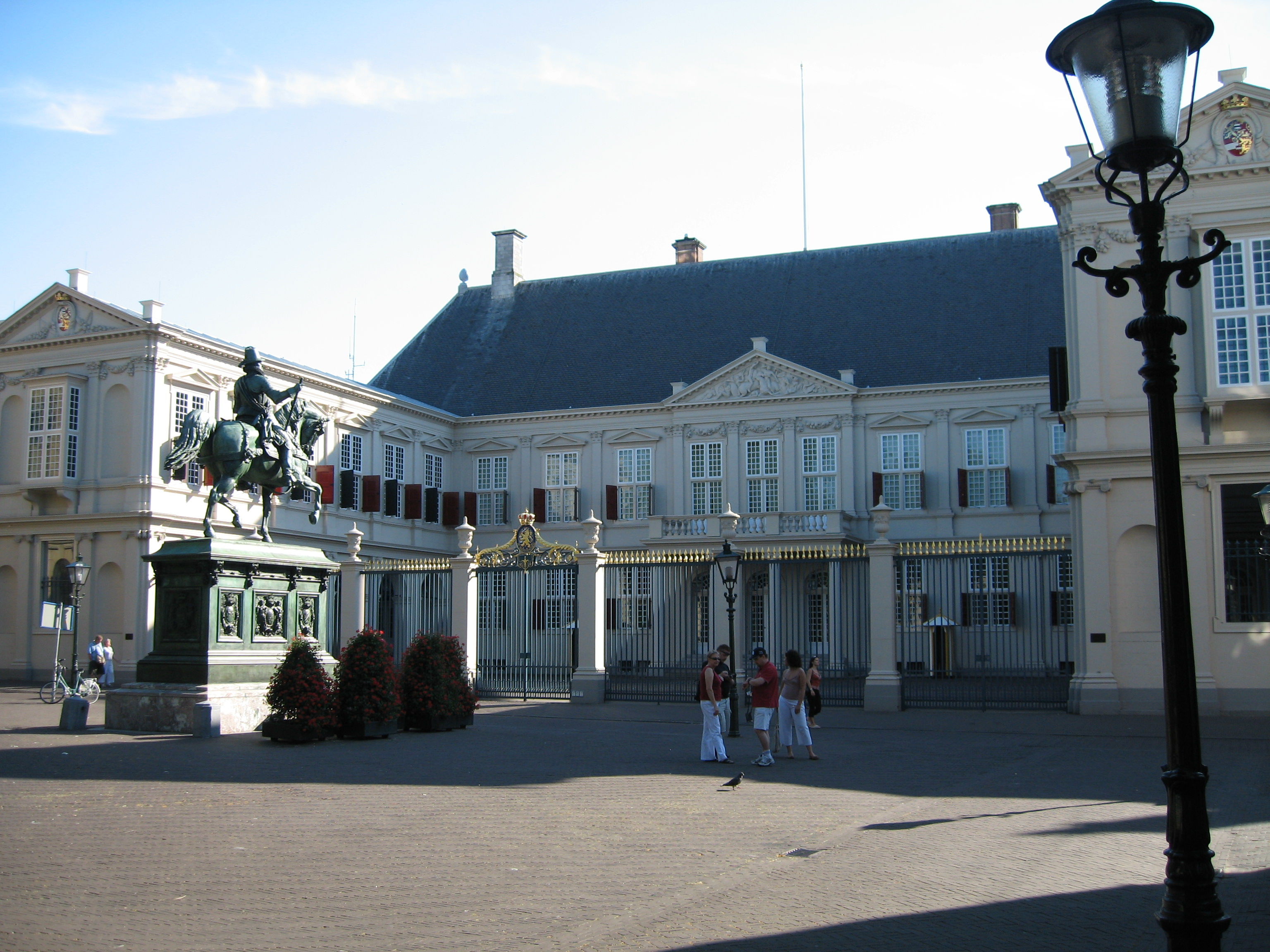
Paleis Noordeinde

Das Palais Noordeinde (niederländisch Paleis Noordeinde) in der Innenstadt von Den Haag ist der Dienstsitz des niederländischen Königs und befindet sich in der Nähe des Binnenhofs, dem Sitz des niederländischen Parlaments.

## Geschichte
Das auch als ’t Oude Hof bezeichnete Gebäude wurde im Jahr 1533 für den Statthalter von Holland, Willem Goudt, errichtet. 1566 wechselte es in anderen Besitz, 1595 erwarben es die Staaten von Holland für Louise de Coligny, die Witwe von Wilhelm I. von Oranien-Nassau, Führer im niederländischen Unabhängigkeitskrieg gegen Spanien, und ihren Sohn Friedrich Heinrich von Oranien. 1609 erhielt dieser das Palais von den Staaten als Geschenk. Er bewohnte es mit seiner Frau Amalie zu Solms-Braunfels. Der Fürst erwarb die umliegenden Grundstücke hinzu und ließ das Palais 1640 von Pieter Post und Jacob van Campen verlängern und zwei langgestreckte Seitenflügel anbauen, die seine heutige H-Form bewirken. 1645 begannen die beiden Baumeister in seinem Auftrag auch den Bau des Schlosses Huis ten Bosch im Haag.
Der niederländische Statthalter und zugleich englisch-schottische König Wilhelm III. von Oranien, letzter männlicher Nachkomme der Hauptlinie Oranien-Nassau, setzte 1702 seinen entfernten Neffen Johann Wilhelm Friso von Nassau-Dietz (1687–1711), Statthalter in Friesland und Groningen, als Alleinerben seines Privatbesitzes ein, zu dem auch das von ihm errichtete Schloss Het Loo gehörte. Doch fiel das Oranier-Erbe, darunter auch Huis ten Bosch und Het Loo, durch den Frieden von Utrecht 1713 an das preußische Königshaus, da Friedrich I. von Preußen ein näherer Verwandter Wilhelms III. gewesen war. Friedrich der Große verkaufte das inzwischen heruntergekommene Gebäude, in dem er 1740 Voltaire logieren ließ, 1754 an den niederländischen Statthalter Wilhelm V. (1748–1806) aus dem Hause Nassau-Dietz; die Nassauer hatten schon zuvor vom Soldatenkönig die Schlösser Huis ten Bosch und Het Loo erworben.
1814 ließ König Wilhelm I. der Niederlande das Palais erneut umgestalten; 1948 verwüstete ein Brand einen großen Teil des Gebäudes, der anschließend für längere Zeit eine Internationale Schule beherbergte. Nachdem es in den 1970er Jahren aufwendig restauriert wurde, ist das Palais Noordeinde heute der Dienstsitz des Königs, der hier auch Staatsbesuche empfängt, während Schloss Huis ten Bosch als Wohnsitz fungiert. Die frühere Königin Beatrix hat das Palais mit Teilen ihrer bedeutenden Sammlung moderner Kunst ausgestattet. Die strenge klassizistische Fassade wird einzig durch den Giebel gelockert, der das Wappen der Oranier trägt. Vor dem Palais stehen Denkmäler für Wilhelm den Schweiger von 1845 und für Königin Wilhelmina.